# Gare d'Ōyamazaki
La gare d'Ōyamazaki (大山崎駅, Ōyamazaki-eki) est une gare ferroviaire du bourg d'Ōyamazaki, dans la préfecture de Kyoto au Japon. Elle est gérée par la compagnie Hankyu.

## Situation ferroviaire
La gare d'Ōyamazaki est située au point kilométrique (PK) 27,7 de la ligne Hankyu Kyoto.

## Histoire
La gare a ouvert le 1er novembre 1928.

## Service des voyageurs

### Accueil
La gare est située sous les voies qui sont surélevées.

### Desserte
- Ligne Kyoto :
  - voie 1 : direction Kyoto-Kawaramachi
  - voie 2 : direction Tengachaya et Osaka-Umeda